# Euphorbia cibdela
Euphorbia cibdela ist eine Pflanzenart aus der Gattung Wolfsmilch (Euphorbia) in der Familie der Wolfsmilchgewächse (Euphorbiaceae).

## Beschreibung
Die sukkulente Euphorbia cibdela bildet reich verzweigte Sträucher bis 1 Meter Höhe aus, die zweihäusig sind. Die Triebe stehen nahezu aufrecht und die weitere Verzweigung erfolgt gegenständig. Dabei sind die Internodien 1,8 bis 3 Zentimeter lang und die Triebe werden 4 Millimeter dick. Die kurzlebigen Blätter werden bis 2,7 Millimeter lang und 0,7 Millimeter breit.
Der Blütenstand besteht aus einzelnen Cyathien oder aus einfachen Cymen, die sitzend sind. Die Tragblätter sind den Laubblättern ähnlich. Die Cyathien sind mit Flaumhaaren besetzt und erreichen einen Durchmesser von 3 Millimeter. Die elliptischen Nektardrüsen stehen einzeln. Die nahezu kugelförmige Frucht wird 3,5 Millimeter groß und ist annähernd sitzend. Über den Samen ist nichts bekannt.

## Verbreitung und Systematik
Euphorbia cibdela ist in Namibia im Großen Namaqualand verbreitet.
Euphorbia cibdela gehört zur Sektion Articulofruticosae der Untergattung Chamaesyce. Die Erstbeschreibung der Art erfolgte 1915 durch Nicholas Edward Brown. Synonyme zu dieser Art sind Tirucallia cibdela (N.E.Br.) P.V.Heath (1996) und Euphorbia pseudobrachiata Dinter (1923).